# Zulfiqar (carro armato)
Il Zulfiqar (in persiano ذوالفقار‎) è un carro armato da combattimento iraniano, concepito dal brigadiere generale Mir-Younes Masoumzadeh, vice-comandante delle forze di terra per la ricerca e l'autosufficienza. Il nome è stato scelto in ricordo di Dhu l-fiqar, la leggendaria spada a due punte che Maometto donò a ʿAlī ibn Abī Ṭālib, quarto Califfo e primo Imam degli sciiti.
I primi prototipi del carro vennero testati nel 1993. Seguì la produzione di sei esemplari di pre-serie, realizzati e testati nel 1997.

## Tecnica
Il carro si caratterizza per una torretta squadrata e saldata, di concezione locale. Le altre sue componenti principali sembra invece che siano state invece sviluppate a partire dal sovietico T-72 e dagli americani M48 Patton e M60 Patton. Le sospensioni infatti sono ispirate a quelle di questi ultimi due, forniti all'Iran dagli Stati Uniti, mentre la trasmissione SPAT 1200 sembra derivi da quella del M60. Il peso del Zulfiqar-1 si attesta sulle 36 t, con un motore da 760 hp ed un rapporto peso/potenza di 21,7 t/hp. Alcuni osservatori hanno trovato delle somiglianze tra ili progetto del Zulfiqar e quello del prototipo brasiliano EE-T1 Osório.
Il carro è operato da un equipaggio di tre persone. Il sistema di caricamento automatico dovrebbe essere una copia di quello del T-72.
Nell'ottobre 2016, l'Iran ha dichiarato di aver testato con successo un sistema di protezione attiva sul carro, basato su un radar pulse-doppler e un radar phased-array, con una copertura su 360°.

### Armamento
Il carro è armato con un cannone da 125 mm ad anima liscia 2A46, derivato da quello del carro russo T-72, dotato di un estrattore di fumo. L'armamento secondario è costituito da una mitragliatrice coassiale da 7,62 mm ed una antiaerea da 12,7 mm. L'Ammunition Group dell'azienda pubblica iraniana Defense Industries Organization (DIO) ha avviato la produzione di massa del progetto HE (dall'inglese High Explosive; altamente esplosivo) standard da 23 kg, dei quali 3 kg costituiti dalla testata di guerra, con una velocità alla volata di 850 m/s.
Il Zulfiqar-1 monta il sistema di controllo del tiro sloveno EFCS-3, lo stesso impiegato sul Type 72Z (Safir-74), capace di sparare con carro e bersaglio in movimento. Presumibilmente il carro è dotato di un sistema di allarme laser in un pod su torretta. Il profilo della torretta non consente invece l'installazione delle piastrelle di corazzatura reattiva di produzione nazionale.

## Produzione
Nell'aprile 1997 il comandante in capo delle forze di terra dell'Esercito iraniano, il luogotenente generale Mohammad Reza Ashtiani, annunciò che la produzione di serie del carro Zulfiqar, iniziata nel 1996, era allora a pieno regime e che erano stati prodotti 520 diverse componenti di carro, 600 di artiglierie, erano stati riparati 500 tra carri e veicoli corazzati. Alla fine di luglio 1997 il presidente iraniano Ali Akbar Hashemi Rafsanjani inaugurò ufficialmente una linea di produzione per carri Zulfiqar e veicoli trasporto truppe cingolati Boragh; l'impianto, il Shahid Kolah Kolah Dooz Industrial Complex, produce anche il BMP-2.

## Varianti

### Zulfiqar-1
Il Zulfiqar-1 è basato sul carro M60 Patton, acquistato prima della Rivoluzione iraniana. Venne rivelato al pubblico per la prima volta nel 1994; furono completati 6 prototipi, sottoposti a prove sul campo nel 1997. Il carro è protetto da uno scafo in piastre di acciaio saldato, mentre la torretta è rinforzata da corazze composite. L'armamento primario è costituito dal cannone da 125 mm del T-72.

### Zulfiqar-2
Il Zulfiqar-2 è un prototipo intermedio utilizzato come test bed per nuove tecnologie. Questa variante è dotata di un nuovo e più potente motore, ha uno scafo più grande e monta un sistema di caricamento automatico migliorato.

### Zulfiqar-3
Il Zulfiqar-3 è la variante più avanzata della famiglia, che introduce considerevoli miglioramenti nel sistema di controllo del tiro, nello scafo, nel propulsore e nel cannone. Quest'ultimo è un cannone da 125 mm ad anima liscia 2A46 con sistema di caricamento automatico, telemetro laser ed un nuovo sistema di controllo del tiro. La torretta è rinforzata e le ruote portanti sono protette da gonne corazzate.

## Galleria d'immagini

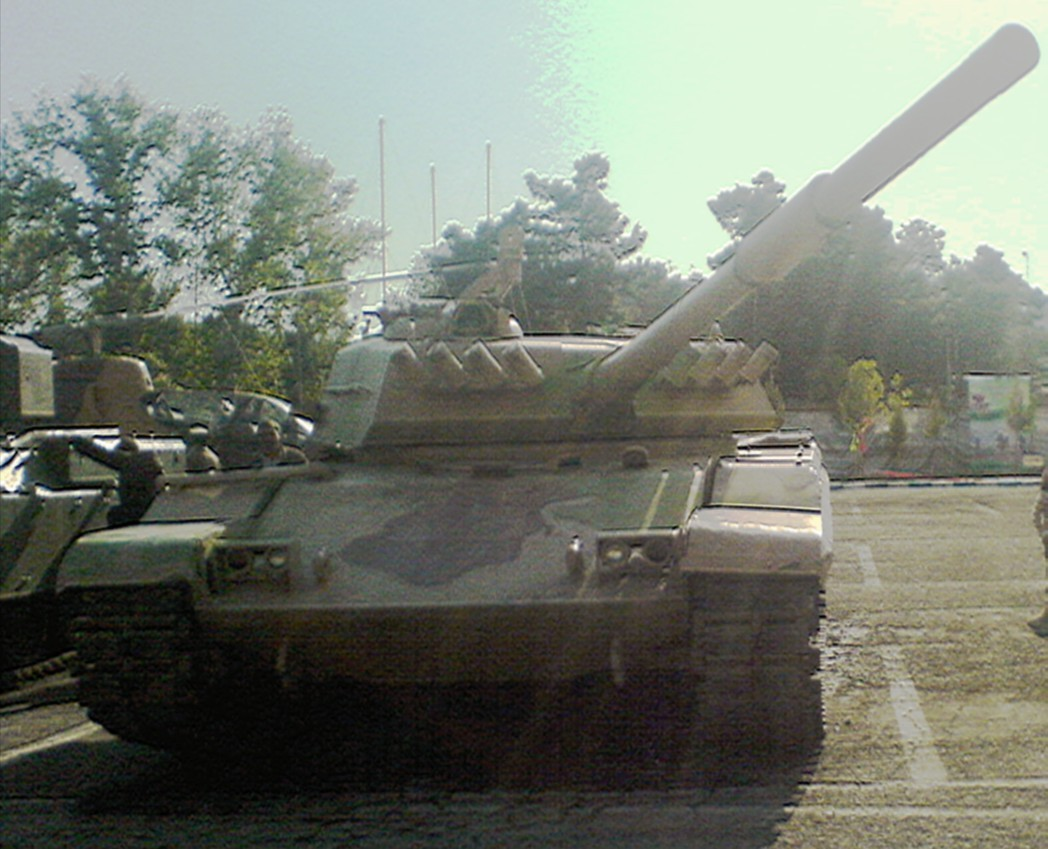
Zulfiqar 1
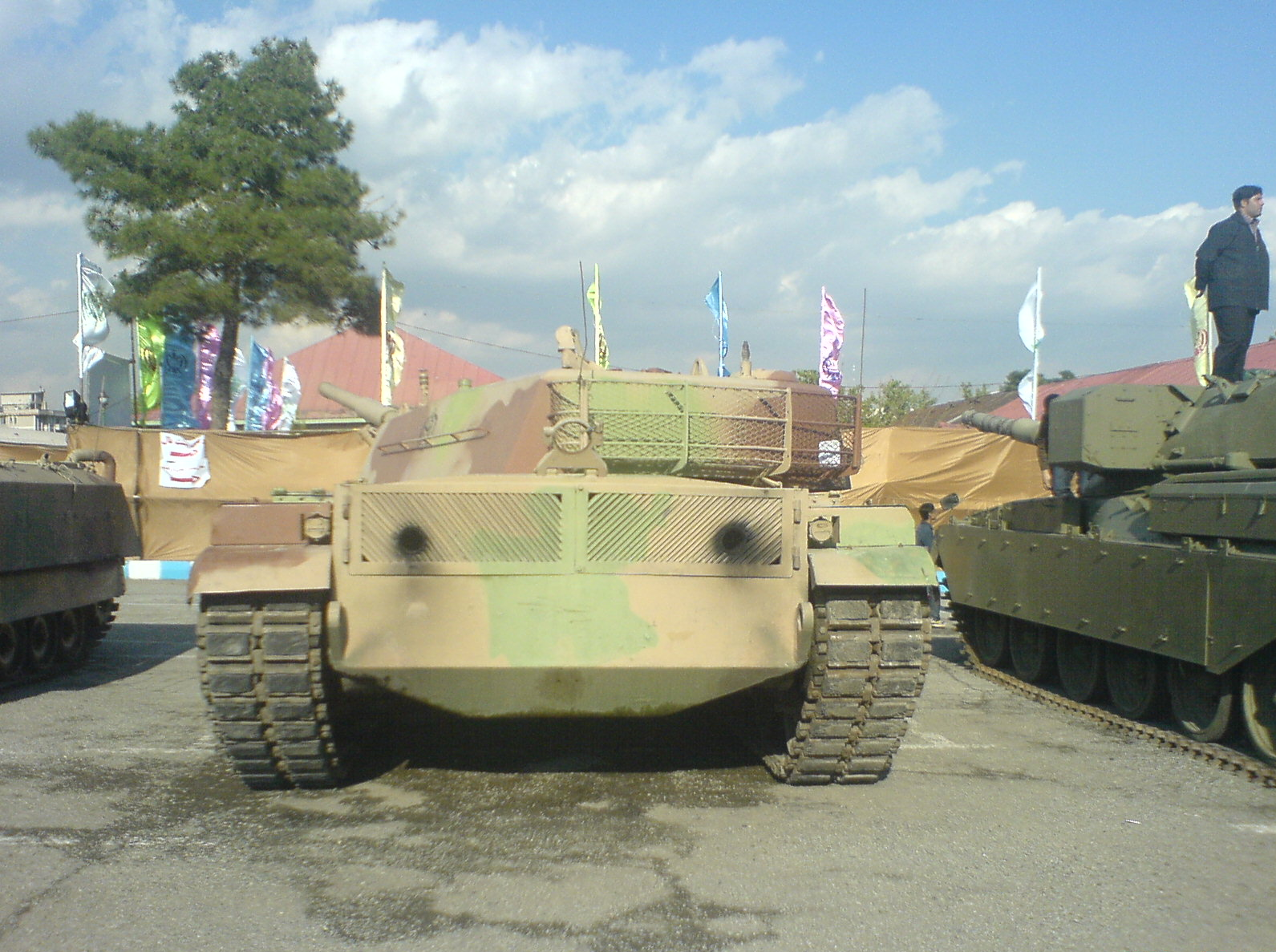
Zulfiqar 1
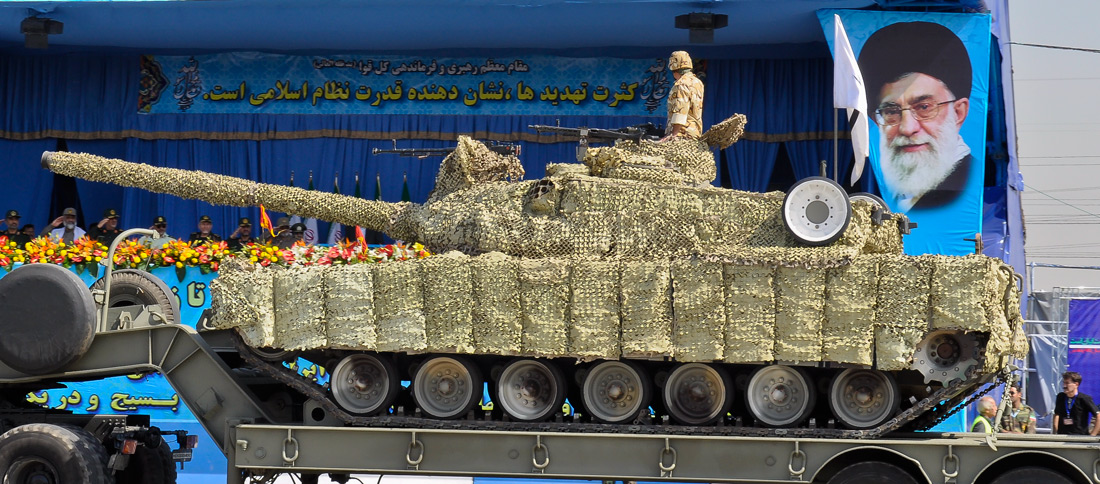